# Waldemar Borde
Waldemar Borde (* 23. Juli 1912 in Berlin; † 29. Juli 1971 ebenda) war ein Politiker und Parteifunktionär (SED), der unter anderem 1946 einer der Mitgründer der Freien Deutschen Jugend (FDJ) war. Er war von 1946 bis 1950 Mitglied des Landtags von Mecklenburg-Vorpommern, zwischen 1948 und 1949 erster Leiter des Deutschen Sportausschusses (DS) und später von 1955 bis zu seinem Tode 1971 Betriebsleiter des VEB Graphische Werkstätten Berlin.

## Leben
Waldemar Borde, Sohn eines Postbeamten, der auch SPD-Mitglied war, begann nach dem Besuch der Oberrealschule zunächst eine Berufsausbildung zum Schriftsetzer. Er engagierte sich in der Sozialistischen Arbeiter-Jugend (SAJ), war Leiter von deren Ortsgruppe in Berlin-Wilmersdorf und auch Mitglied der Sozialistischen Arbeiterpartei Deutschlands (SAPD). Nachdem er zwischen 1931 und 1933 arbeitslos war, begann er 1933 eine Berufsausbildung zum Buchdrucker. Am 15. Juli 1936 wurde er in Vorbereitung auf die Olympische Sommerspiele in Berlin durch die Geheime Staatspolizei (Gestapo) verhaftet und „wegen Vorbereitung zum Hochverrat“ zu fünf Monaten Freiheitsstrafe verurteilt. 1938 eröffnete er eine eigene Druckerei, die allerdings 1940 zwangsweise geschlossen wurde. Daraufhin wurde er 1940 zum Kriegsdienst in der Wehrmacht eingezogen und diente während des Zweiten Weltkrieges als Kurierfahrer im Strafbataillon 333 an der Ostfront und in Ungarn.
Nach Kriegsende war Borde 1945 zunächst Leiter des Amtes für Kultur und Volksbildung in Ludwigslust und zugleich Leiter des dortigen Antifaschistischen Jugendausschusses. 1946 wurde er Mitglied der Sozialistischen Einheitspartei Deutschlands (SED) und fungierte zudem 1946 als Leiter des Antifaschistischen Landesjugendausschusses von Mecklenburg-Vorpommern. Als solcher forderte er mit sechs weiteren Mitgliedern am 5. März 1946 in einem „Aufruf an die Jugend“ zur Gründung der Freien Deutschen Jugend (FDJ) durch den Antifaschistischen Jugendausschuss auf, der am 7. März 1946 durch die Sowjetische Militäradministration in Deutschland (SMAD) für die Sowjetische Besatzungszone (SBZ) genehmigt wurde. Beim offiziellen Festakt für die FDJ erklärte er über den Anspruch der neuen Organisation: „Die sowjetische Administration hat uns nunmehr gestattet, die überparteiliche, demokratische, freie deutsche Jugend aufzubauen. Im ganzen Lande hat sich die überparteiliche demokratische Jugendbewegung so weit entwickelt, dass die Bildung einer eigenen, selbständigen, demokratischen Jugendorganisation immer mehr verlangt wurde.“
1946 wurde er Mitglied des Landtags von Mecklenburg-Vorpommern in der ersten Wahlperiode und gehörte diesem bis 1950 an. Er war innerhalb dieser Zeit innerhalb der SED-Fraktion Vorsitzender der FDJ. Des Weiteren fungierte er zwischen 1947 und 1948 als Leiter der Abteilung Jugend und Sekretär des SED-Landesverbandes Mecklenburg-Vorpommern.
Am 1. Oktober 1948 wurde Waldemar Bode Gründer und erster Leiter des Deutschen Sportausschusses (DS) und verblieb in dieser Funktion bis zum 23. März 1949, als er nach Differenzen mit Erich Honecker abgesetzt und von Erich Horn abgelöst wurde.
Er war 1950 Leiter der Landesverwaltung der Maschinen-Ausleih-Stationen (MAS) von Brandenburg und dort an der Aktion „1000 Traktoren für die DDR“ beteiligt. Kurz darauf wurde er wegen Sabotage verhaftet, jedoch wieder rehabilitiert. Im Anschluss war er von 1951 bis 1955 als stellvertretender Leiter der Abteilung Werbung beim Progress-Film-Verleih tätig, ehe er nach einem Fernstudium als Ingenieurökonom für Polygrafie zwischen 1955 und seinem Tode 1971 Betriebsleiter des VEB Graphische Werkstätten Berlin war.
Bode war seit 1942 mit der späteren Puppenspielerin und Kinderbuchautorin Inge Borde-Klein (1917–2006), die in zweiter Ehe mit dem Schriftsteller Eduard Klein (1923–1999) verheiratet war.

## Weblink
- Volker Kluge: Borde, Waldemar. In: Wer war wer in der DDR? 5. Ausgabe. Ch. Links, Berlin 2010, ISBN 978-3-86153-561-4.